# Ōtagaki Rengetsu
Ōtagaki Rengetsu (în japoneză 太田垣 蓮月, n. 10 februarie 1791, Kyōto⁠(d), Prefectura Kyoto, Japonia – d. 10 decembrie 1875, Jinko-in⁠(d), Prefectura Kyoto, Japonia) a fost o călugăriță budistă despre care se consideră că a fost unul dintre cei mai mari poeți japonezi ai secolului al XIX-lea. Ea a fost, de asemenea, o olăriță și o pictoriță pricepută și o caligrafă experimentată.

## Biografie
A fost fiica unei curtezane și a unui nobil. Născută într-o familie de samurai cu numele de familie Tōdō, a fost adoptată la o vârstă fragedă de familia Ōtagaki. A fost o doamnă de onoare la Castelul Kameoka de la 7 la 16 ani, când s-a căsătorit. A fost căsătorită de două ori și a avut cinci copii.
Cu toate acestea, soțul ei a murit în 1823. A devenit călugăriță budistă la vârsta de treizeci de ani, după ce și-a îngropat ambii soți, toți copiii ei, mama vitregă și fratele vitreg. Tatăl ei adoptiv i s-a alăturat în călugărie. Ōtagaki s-a alăturat templului Chion-in și a devenit călugăriță, luându-și numele budist Rengetsu („Luna Lotus”). Ea a rămas la Chion-in timp de aproape zece ani și a trăit în alte temple în următoarele trei decenii, până în 1865, când s-a stabilit la Jinkō-in, unde a trăit pentru tot restul vieții.
Fiind femeie, i s-a permis să trăiască într-o mănăstire budistă doar câțiva ani. După aceea, a locuit în colibe mici și a călătorit destul de mult. A fost un maestru al artelor marțiale, fiind antrenată încă din copilărie de familia ei adoptivă. Familia Otagaki era bine cunoscută ca fiind una a profesorilor de ninja. S-a antrenat în jujutsu, naginatajutsu, kenjutsu și kusarigama.
Deși este cel mai bine cunoscută ca poet waka, Rengetsu a fost, de asemenea, pricepută la dans, cusut, la unele dintre artele marțiale și la ceremonia japoneză a ceaiului. Ea a admirat și a studiat sub o serie de mari poeți, inclusiv Ozawa Roan și Ueda Akinari, iar mai târziu a devenit o prietenă apropiată și mentor al artistului Tomioka Tessai. O serie de lucrări ale lui Tessai, deși pictate de el, înfățișează caligrafie realizată de Rengetsu.
Opera ceramică a ei a devenit atât de populară încât a fost continuată după moartea ei sub numele de obiecte Rengetsu. Opera ei (atât ceramică, cât și caligrafie) este deținută în mai multe muzee din întreaga lume, inclusiv Muzeul de Artă din Birmingham, Muzeul de Artă din Los Angeles, Muzeul de Artă Harn, Muzeul de Artă din Saint Louis, Muzeul de Artă al Universității din Michigan, Muzeul de Artă Walters, Muzeul de Artă Harvard, British Museum și Muzeul Maidstone.